# Tuna distrikt, Medelpad
Tuna distrikt är ett distrikt i Sundsvalls kommun och Västernorrlands län. Distriktet ligger omkring Matfors i östra Medelpad. 

## Tidigare administrativ tillhörighet
Distriktet inrättades 2016 och utgörs av Tuna socken i Sundsvalls kommun.
Området motsvarar den omfattning Tuna församling hade 1999/2000.

## Tätorter och småorter
I Tuna distrikt finns fyra tätorter och sex småorter.

### Tätorter
- Klingsta och Allsta
- Matfors
- Tunbyn
- Vattjom

### Småorter
- Bergom
- Lunde (del av)
- Långsjön
- Medskogsbron (del av)
- Vivsta
- Övre Tunbyn